# Castelul Mikes din Cisteiu de Mureș
Castelul Mikes din Cisteiu de Mureș este un ansamblu de monumente istorice aflat pe teritoriul satului aparținător Cisteiu de Mureș, orașului Ocna Mureș. În Repertoriul Arheologic Național, monumentul apare cu codul 1838.02.
Ansamblul este format din următoarele monumente:
- Castelul Mikes (cod LMI AB-II-m-B-00204.01)
- Curie (cod LMI AB-II-m-B-00204.02)
- Capelă (cod LMI AB-II-m-B-00204.03)
- Hambar (cod LMI AB-II-m-B-00204.04)

## Galerie

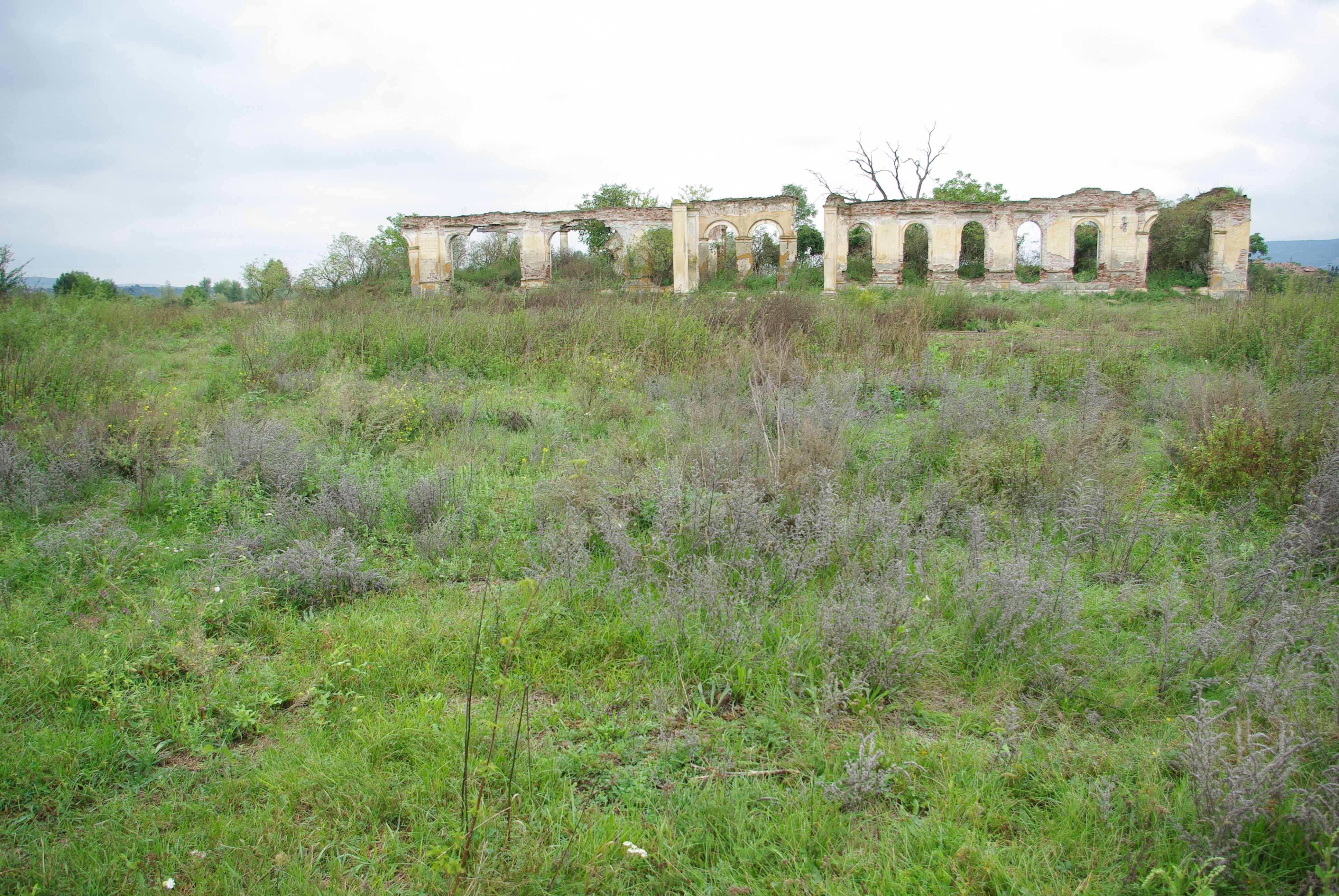
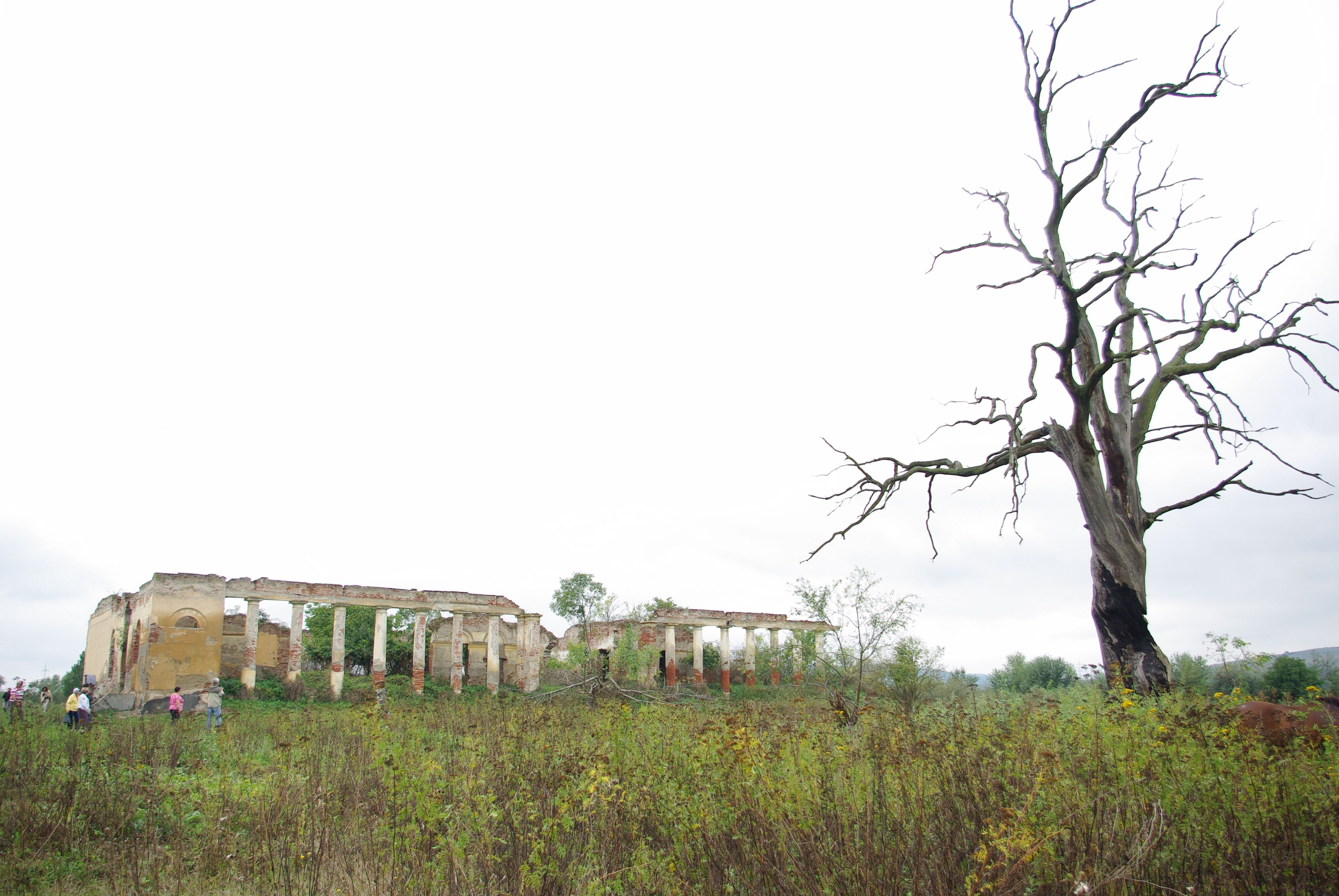
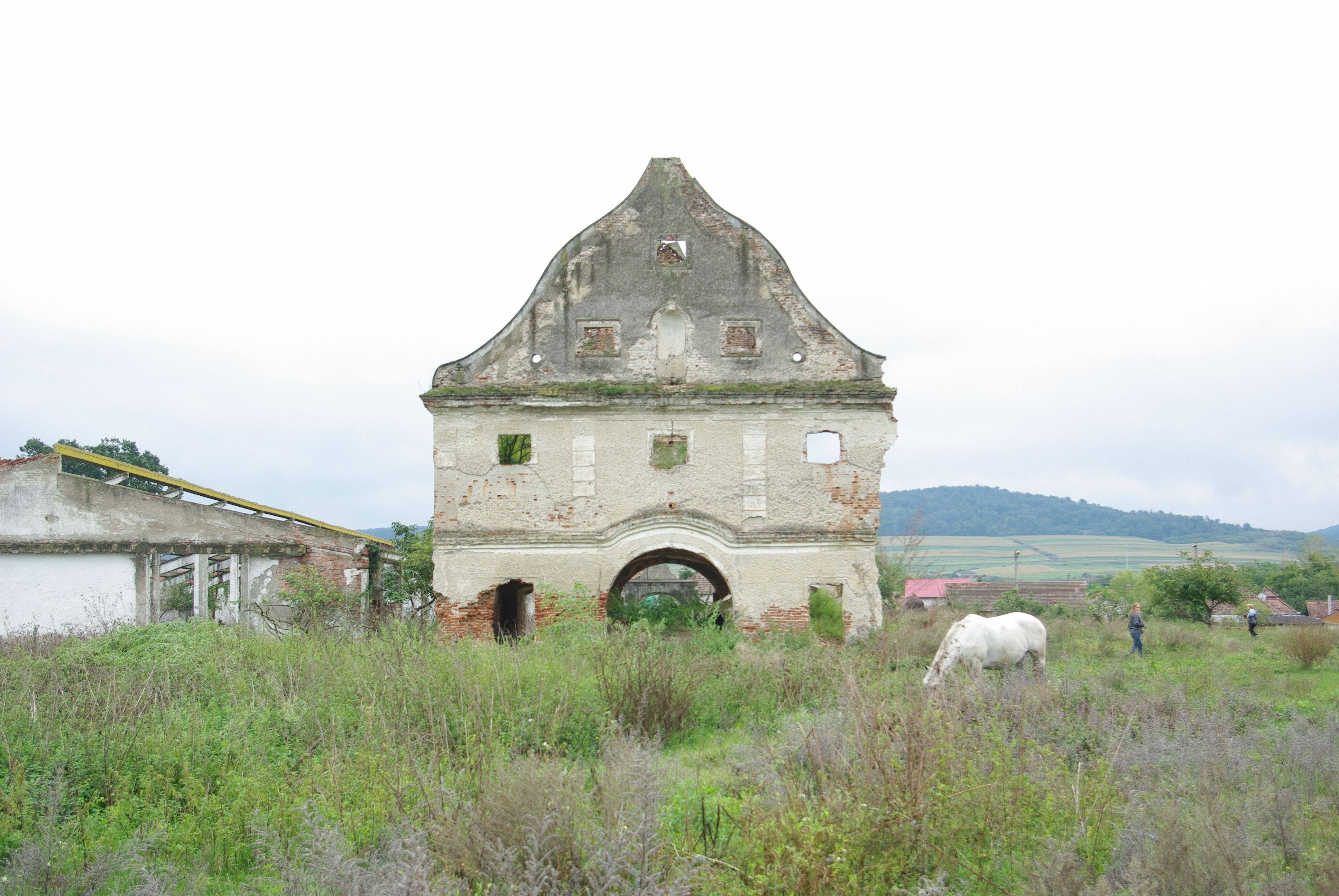
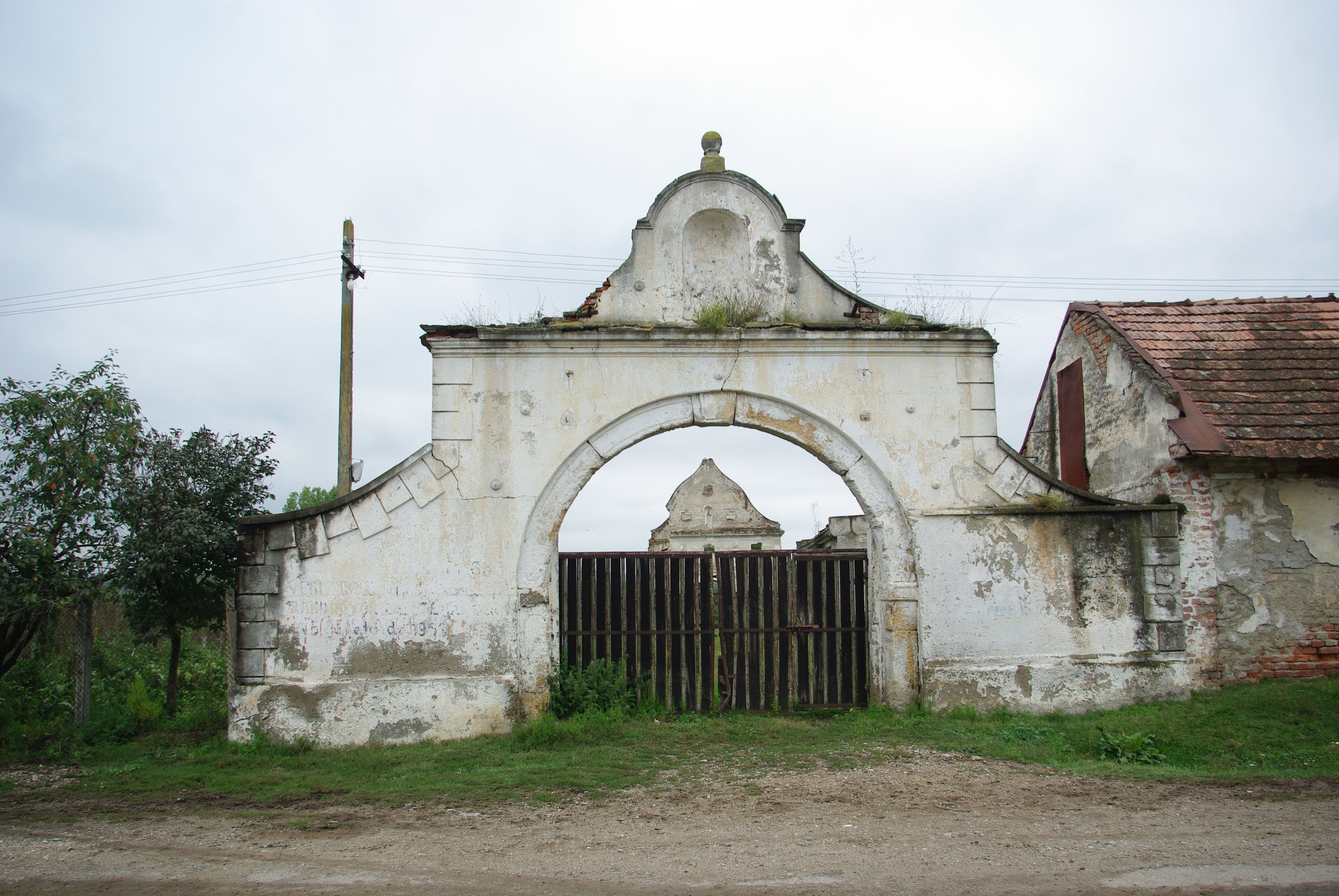